# ثلاثية العدالة
ثلاثية العدالة وتُسمى أيضًا دورة العدالة، سلسلة من كتب الخيال العلمي للشباب كتبتها فيرجينيا هاميلتون. تعتبر السلسلة ذات أهمية فلسفية من قبل النقاد في مجال أدب الشباب، كما تعتبر السلسلة أيضًا واحدة من أولى روايات الخيال العلمي للشباب البالغين لمؤلف أمريكي من أصل أفريقي. 
تتكون السلسلة من ثلاثة كتب:  
- العدالة وإخوانها (1978). فتاة أمريكية من أصل أفريقي شابة يضطرب صيفها الريفي الرائع بعد اكتشافها أنها وأخويها التوأم الشريرين إلى حد ما يتمتعان بقوى نفسية قوية. [6]
- الأرض الترابية [الإنجليزية] (1980). يسافر الأشقاء من الجزء الأول مع صديق عبر الزمن إلى مستقبل غريب بعد نهاية العالم. [7]
- التجمع (1981). يجب على العدالة وإخوتها التغلب على منافساتهم وخصوماتهم بينهما البعض من أجل هزيمة كيان خبيث من المستقبل. [8]